# Дольні-Вестоніце
48°53′00″ пн. ш. 16°39′00″ сх. д. / 48.88333° пн. ш. 16.65° сх. д.
Дольні Вестоніце (часто без діакритики Дольні Вестоніце) — археологічна стоянка верхнього палеоліту поблизу села Дольні Вестоніце в Південно-Моравському краї Чеської Республіки, біля підніжжя гори Девін, на висоті 550 метрів (1800 футів). Вона датується приблизно 26 000 років до нашої ери, що підтверджено радіовуглецевим датуванням. Місце унікальне тим, що воно було особливо багатим джерелом доісторичних артефактів (особливо мистецтва), що датуються граветським періодом, який охоплював приблизно 27 000–20 000 років до нашої ери. На додаток до великої кількості мистецтва, на цьому сайті також є різьблені зображення чоловіків, жінок і тварин, а також особисті прикраси, людські поховання та загадкові гравюри.

## Поховання "Червона трійця"
Є поховання трьох людей, які жили 31 155 років тому (калібрована дата) і, як виявилося, мали мітохондріальну гаплогрупу U, а один житель — мітохондріальну гаплогрупу U8
Поховання вкрите червоною вохрою. Відоме також як «Червона трійця».